# Hedenvind-Plakette
Die Hedenvind-Plakette (schwedisch Hedenvindplaketten bzw. Hedenvind-plaketten) ist ein schwedischer Literaturpreis. Sie wurde am 13. Mai 1980 zum 100. Geburtstag des Arbeiterschriftstellers Gustav Hedenvind-Eriksson von der Strömsund-Gemeinde gestiftet. Die undotierte Auszeichnung wird jährlich von der Strömsund-Gemeinde und der Hedenvindgesellschaft Hedenvindsällskapet für all die Schriftsteller, die „im Geiste Hedenvinds wirken“, mit einer Bronzeplakette, entworfen von Kerstin Sandberg Bränngård, vergeben.

## Preisträger

### 1980–1989
- 1980: Birger Norman
- 1981: Helmer Grundström
- 1982: Ivar Lo-Johansson
- 1983: Nils Parling
- 1984: Karl Rune Nordkvist
- 1985: Folke Fridell
- 1986: Linnéa Fjällstedt
- 1987: Sara Lidman
- 1988: Carl-Göran Ekerwald
- 1989: Stig Sjödin

### 1990–1999
- 1990: Kurt Salomonson
- 1991: Gunnar Kieri
- 1992: Mary Andersson
- 1993: Kjell Johansson
- 1994: Per Anders Fogelström
- 1995: Torgny Lindgren
- 1996: Aino Trosell
- 1997: Kerstin Ekman
- 1998: Hans O. Granlid
- 1999: Kerstin Thorvall

### 2000–2009
- 2000: Yngve Ryd
- 2001: Erik Sjödin
- 2002: Elsie Johansson
- 2003: Per Gunnar Evander
- 2004: Ulla Ekh
- 2005: Ing-Marie Eriksson
- 2006: Majgull Axelsson
- 2007: Bodil Malmsten
- 2008: Nils Eric Sjödin
- 2009: Åsa Linderborg

### 2010–2019
- 2010: Göran Greider
- 2011: Susanna Alakoski
- 2012: Inger Henricson
- 2013: P. O. Enquist
- 2014: Anita Salomonsson
- 2015: Vibeke Olsson[3]
- 2016: Lilian Ryd[4]
- 2017: Anneli Jordahl
- 2018: Doris Dahlin
- 2019: Bernt-Olov Andersson

### 2020–
- 2020: Ann-Marie Wikander
- 2021: Birger Ekerlid
- 2022: Elin Anna Labba
- 2023: Sven Olov Karlsson
- 2024: Anita Kärrman